# Gularia
Gularia, o Gulariya, è una città del Nepal occidentale di circa 74.000 abitanti capoluogo del  Distretto di Bardiya nella provincia di Lumbini. 
La città si trova nella pianura del Terai, vicino al confine con l'India.